# Varmo
Varmo (friülà Vildivar) és un municipi italià, dins de la província d'Udine. L'any 2007 tenia 2.915 habitants. Limita amb els municipis de Bertiolo, Camino al Tagliamento, Codroipo, Morsano al Tagliamento (PN), Rivignano, Ronchis i San Michele al Tagliamento (VE).

## Administració
| Període | Identitat      | Partit        |
| ------- | -------------- | ------------- |
| 2004-   | Graziano Vatri | Llista cívica |